# Taylor Fritz
Taylor Harry Fritz (* 28. října 1997 Rancho Santa Fe, Kalifornie) je americký profesionální tenista. Na grandslamu prohrál finále US Open 2024. Poražen odešel také z finále Turnaje mistrů 2024. Ve své dosavadní kariéře na okruhu ATP Tour vyhrál deset singlových turnajů včetně Indian Wells Masters 2022. Na challengerech ATP získal šest titulů ve dvouhře.
Na žebříčku ATP byl ve dvouhře nejvýše klasifikován v listopadu 2024 na 4. místě a ve čtyřhře v červenci 2021 na 104. místě. Trénují ho bývalí američtí tenisté Michael Russell a Paul Annacone. Dříve tuto roli plnili Němec Christian Groh či Američan Mardy Fish. Na juniorském kombinovaném žebříčku ITF byl nejvýše hodnocen v červnu 2015 na 1. místě a v závěru sezóny 2015 jej Mezinárodní tenisová federace vyhlásila juniorským mistrem světa.
V americkém daviscupovém týmu debutoval v roce 2019 základní skupinou finále proti Kanadě, v níž podlehl Denisi Shapovalovi. Kanaďané zvítězili 2:1 na zápasy. Do září 2025 v soutěži nastoupil k deseti mezistátním utkáním s bilancí 7–3 ve dvouhře.
Spojené státy americké reprezentoval na Letních olympijských hrách 2024 v Paříži. Ve třetím kole dvouhry nestačil na pozdějšího bronzového medailistu Lorenza Musettiho z Itálie. Do čtyřhry zasáhl s Tommym Paulem. V semifinále podlehli pozdějším australským vítězům Matthew Ebdenovi s Johnu Peersovi. V duelu o bronzovou medaili poté porazili český pár Tomáš Macháč a Adam Pavlásek.

## Soukromý život
Narodil se roku 1997 v kalifornském Rancho Santa Fe do rodiny tenistky Kathy Mayové, světové desítky na žebříčku WTA a trojnásobné grandslamové čtvrtfinalistky, a profesionálního tenisty Guye Henrhoy Fritze, který se stal trenérem. Mezi jeho svěřenkyně patřila i Coco Vandewegheová. Rodiče se v jeho osmnácti letech rozvedli.
Strýc Harry Fritz se také profesionálně věnoval tenisu. V kanadském daviscupovém týmu odehrál daviscupové utkání dvouhry s nejvyšším počtem 100 gamů v celé historii soutěže, když v semifinále amerického pásma 1982 porazil Venezuelana Jorgeho Andrewa.

## Tenisová kariéra

### Juniorská kariéra
V roce 2015 se dostal alespoň do čtvrtfinále na všech čtyřech juniorských grandslamových turnajích, včetně účasti ve finále na French Open, kde ve třech setech prohrál s krajanem Tommym Paulem. Odvety se dočkal na domácím US Open, kde dokázal ve finále po třísetovém průběhu celý turnaj ovládnout. Tento úspěch mu pomohl dokončit rok jako juniorská jednička mezi chlapci, po kterém byl jmenován juniorským mistrem světa. Stal se prvním Američanem, který získal tento titul od doby Donalda Younga v roce 2005 a Andyho Roddicka v roce 2000.

### Profesionální kariéra
V únoru 2016 získal divokou kartu na turnaj kategorie ATP Tour 250 v Memphisu, když se to té doby objevil na událostech ATP jen dvakrát s bilancí zápasů 1–2. Ve dvouhře postupně porazil krajany Michaela Mmoha a Steva Johnsona, Němce Benjamina Beckera a v semifinále zdolal Ričardase Berankise z Litvy. Stal se tak nejmladším Američanem ve finále turnaje ATP od roku 1989, kdy Michael Chang vyhrál ve Wembley. Ve finále však nestačil na trojnásobného memphiského vítěze a Changova svěřence Keie Nišikoriho z Japonska, jemuž podlehl ve dvou setech.
Člena elitní světové desítky poprvé porazil z pozice 136. hráče žebříčku ve druhém kole BNP Paribas Open 2017 v Indian Wells, když vyřadil sedmého v pořadí Marina Čiliće. V téže fázi aucklandského ASB Classic 2019 přehrál světovou desítku Johna Isnera a ve čtvrtfinále srpnového Los Cabos Open 2019 devátého muže klasifikace, Itala Fabia Fogniniho.

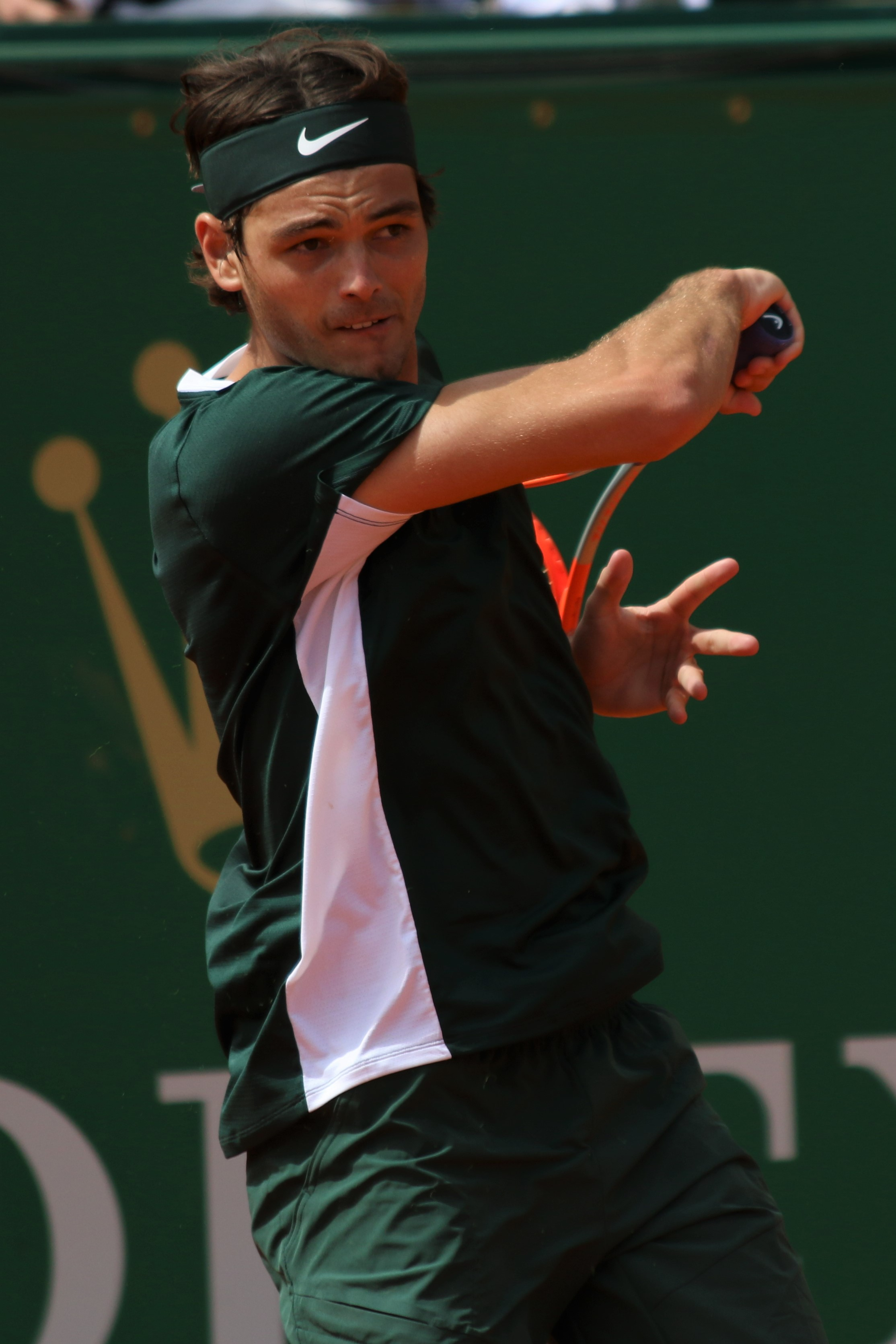
Forhend na Monte-Carlo Masters 2022

Premiérový titul na okruhu ATP Tour vybojoval ve dvaceti jedna letech na travnatém Nature Valley International 2019 v Eastbourne. Do finále postoupil přes třetího nasazeného Brita Kyla Edmunda. V závěrečném duelu turnaje pak zdolal krajana Sama Querreyho po dvousetovém průběhu. Bodový zisk jej posunul nové kariérní maximum, ze 42. na 31. místo. Ve finále BNP Paribas Open 2022 v Indian Wells porazil světovou čtyřku Rafaela Nadala, čímž ukončil jeho dvacetizápasovou neporazitelnost. Ve 24 letech se stal prvním americkým šampionem Indian Wells Masters od Agassiho v roce 2001 a premiérově triumfoval v sérii Masters.
Trofejí na Rothesay International Eastbourne 2022 vyhrál poprvé jeden z turnajů dvakrát. O výhře v souboji o titul nad krajanem Maximem Cressym rozhodl až ziskem tiebreaku v závěrečné sadě. V soutěži získal všech 51 gamů na podání. První turnaj v kategorii ATP 500 ovládl na tokijském Japan Open Tennis Championships 2022. Ani v závěrečném utkání jej nezastavil krajan Frances Tiafoe, s nímž zvládl dvě zkrácené hry. Již postupem do finále si zajistil první posun do elitní světové desítky žebříčku ATP – 8. místo, čímž napodobil postavení matky Kathy Mayové Fritzové z roku 1977.
Vítězství na Delray Beach Open 2023 a 2024 znamenala, že poprvé v kariéře obhájil trofej. Ve dvou ročnících floridského turnaje ztratil pouze jeden set. V historii turnaje se po Jasonovi Stoltenbergovi z let 1996 a 1997 stal druhým šampionem, který ovládl dva navazující ročníky. Na římském Internazionali BNL d'Italia 2024, po výhrách nad Fogninim, Kordou a Dimitrovem, zkompletoval jako první Američan čtvrtfinálové účasti na všech třech antukových Mastersech. Do semifinále jej však nepustil Alexander Zverev. Jako turnajová jednička přehrál ve finále travnatého Rothesay International Eastbourne 2024 australského kvalifikanta Maxe Purcella, devadesátého čtvrtého hráče klasifikace. Celou soutěží prošel bez ztráty servisu, když odvrátil všech pět brejkbolů, jimž v průběhu týdne čelil. Na Eastbourne International se ve 26 letech stal prvním mužským trojnásobným šampionem, když ovládl i ročníky 2019 a 2022. Podruhé v kariéře tak obhájil trofej.

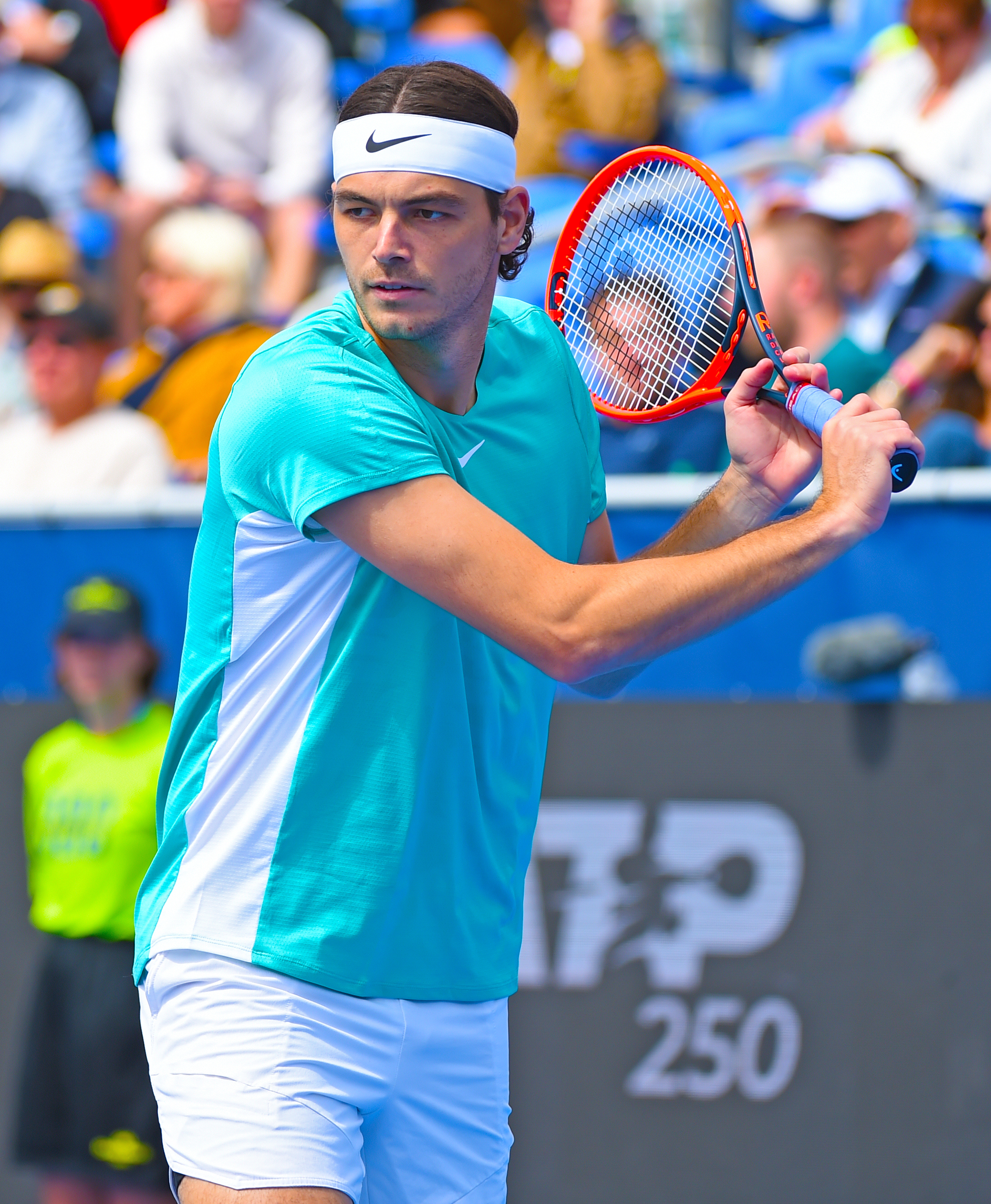
Ve vítězném finále Delray Beach Open 2024

První grandslamové semifinále i finále si zahrál na US Open 2024, kde startoval jako dvanáctý muž žebříčku. Do čtvrtého kola prošel bez ztráty setu přes Argentince Camila Uga Carabelliho, Itala Mattea Berrettiniho a dalšího zástupce argentinského tenisu Francisca Comesañu. Jako první Američan od Andreho Agassiho v roce 2001 postoupil během kalendářní sezóny do osmifinále všech grandslamů. Další čtyřsetové výhry proti světové osmičce Casperu Ruudovi a čtyřce Alexandru Zverevovi znamenaly první navazující grandslamová vítězství nad členy Top 10. Pětisetový vítězný zápas nad světovou dvacítkou Francesem Tiafoem byl prvním grandslamovým semifinálem ve Flushing Meadows mezi dvěma Američany od Agassiho s Gineprim v roce 2005. Stal se tak prvním americkým finalistou mužského grandslamu od Roddicka ve Wimbledonu 2009 a v rámci US Open prvním od Roddicka v roce 2006. V třísetovém boji o titul podlehl prvnímu tenistovi světa Janniku Sinnerovi.
Na podzimních „tisícovkách“ nejdříve postoupil do semifinále Rolex Shanghai Masters 2024, kde jej zastavil čtvrtý muž klasifikace Novak Djoković. Po volném losu na pařížském Rolex Paris Masters 2024 však nenašel recept na britskou světovou patnáctku Jacka Drapera. Potřetí v řadě zasáhl do Turnaje mistrů, turínského ATP Finals 2024. Ze čtyřčlenné skupiny prošel do semifinále z druhého místa, po výhrách nad světovou čtyřkou Daniilem Medveděvem i devítkou Alexem de Minaurem, a porážce od Sinnera. V semifinále zopakoval newyorské vítězství nad dvojnásobným šampionem turnaje a druhým hráčem žebříčku, Alexandrem Zverevem. O výhře rozhodl až v tiebreaku třetí sady, čímž proti Němci vylepšil poměr vzájemných duelů na 7–5. Jako první americký finalista na závěrečné události sezóny od Jamese Blakea v roce 2006 však podruhé v soutěži podlehl Sinnerovi. Proti hráčům figurujícím na čele žebříčku ATP prohrál již pojedenácté (0–11). Po skončení se posunul o jednu příčku výše na nové maximum, 4. místo žebříčku, jako první americký hráč v Top 5 konečné klasifikace právě od Blakea v sezóně 2006.
Na torontském National Bank Open 2025 zkompletoval jako první Američan čtvrtfinálové účasti na všech devíti turnajích série Masters, respektive všech existujících „tisícovkách“ během kariér tenistů. Šňůru zahájil v sezóně 2021 semifinálem v Indian Wells a čtvrtfinálem v Paříži. Jediné čtvrtfinále k uzavření série scházelo před ním jeho krajanům Samprasovi, Agassimu, Roddickovi a Courierovi.

## Finále na Grand Slamu

### Mužská dvouhra: 1 (0–1)
| Stav      | rok  | turnaj  | povrch | soupeř ve finále | výsledek      |
| --------- | ---- | ------- | ------ | ---------------- | ------------- |
| Finalista | 2024 | US Open | tvrdý  | Jannik Sinner    | 3–6, 4–6, 5–7 |

## Zápasy o olympijské medaile

### Mužská čtyřhra: 1 (1 bronzová medaile)
| Stav  | datum | turnaj         | povrch | spoluhráč  | soupeři v zápase o medaili | výsledek |
| ----- | ----- | -------------- | ------ | ---------- | -------------------------- | -------- |
| Bronz | 2024  | Paříž, Francie | antuka | Tommy Paul | Tomáš Macháč Adam Pavlásek | 6–3, 6–4 |

## Finále Turnaje mistrů

### Dvouhra: 1 (0–1)
| Stav      | rok  | turnaj                    | povrch    | soupeř ve finále | výsledek |
| --------- | ---- | ------------------------- | --------- | ---------------- | -------- |
| Finalista | 2024 | ATP Finals, Turín, Itálie | tvrdý (h) | Jannik Sinner    | 4–6, 4–6 |

## Finále na okruhu ATP Tour
| Legenda                       |
| ----------------------------- |
| D – dvouhra; Č – čtyřhra      |
| Grand Slam (0–1 D)            |
| Turnaj mistrů (0–1 D)         |
| ATP Tour Masters 1000 (1–0 D) |
| ATP Tour 500 (1–1 D, 0–3 Č)   |
| ATP Tour 250 (8–5 D, 0–1 Č)   |

| Finále podle povrchu |
| -------------------- |
| tvrdý (5–7 D, 0–2 Č) |
| antuka (0–1 D)       |
| tráva (5–0 D, 0–1 Č) |

| Finále podle prostředí |
| ---------------------- |
| venku (10–5 D, 0–2 Č)  |
| hala (0–3 D, 0–1 Č)    |

### Dvouhra: 18 (10–8)
| Stav      | č.  | datum              | turnaj                             | kategorie     | povrch    | soupeř ve finále   | výsledek                |
| --------- | --- | ------------------ | ---------------------------------- | ------------- | --------- | ------------------ | ----------------------- |
| Finalista | 1.  | 14. února 2016     | Memphis, Spojené státy             | ATP 250       | tvrdý (h) | Kei Nišikori       | 4–6, 4–6                |
| Vítěz     | 1.  | 29. června 2019    | Eastbourne, Spojené království     | ATP 250       | tráva     | Sam Querrey        | 6–3, 6–4                |
| Finalista | 2.  | 28. července 2019  | Atlanta, Spojené státy             | ATP 250       | tvrdý     | Alex de Minaur     | 3–6, 6–7(2–7)           |
| Finalista | 3.  | 4. srpna 2019      | Los Cabos, Mexiko                  | ATP 250       | tvrdý     | Diego Schwartzman  | 6–7(6–8), 3–6           |
| Finalista | 4.  | 29. února 2020     | Acapulco, Mexiko                   | ATP 500       | tvrdý     | Rafael Nadal       | 3–6, 2–6                |
| Finalista | 5.  | 31. října 2021     | Petrohrad, Rusko                   | ATP 250       | tvrdý (h) | Marin Čilić        | 6–7(3–7), 6–4, 4–6      |
| Vítěz     | 2.  | 20. března 2022    | Indian Wells, Spojené státy        | ATP 1000      | tvrdý     | Rafael Nadal       | 6–3, 7–6(7–5)           |
| Vítěz     | 3.  | 25. června 2022    | Eastbourne, Spojené království (2) | ATP 250       | tráva     | Maxime Cressy      | 6–2, 6–7(4–7), 7–6(7–4) |
| Vítěz     | 4.  | 9. října 2022      | Tokio, Japonsko                    | ATP 500       | tvrdý     | Frances Tiafoe     | 7–6(7–3), 7–6(7–2)      |
| Vítěz     | 5.  | 19. února 2023     | Delray Beach, Spojené státy        | ATP 250       | tvrdý     | Miomir Kecmanović  | 6–0, 5–7, 6–2           |
| Vítěz     | 6.  | 30. července 2023  | Atlanta, Spojené státy             | ATP 250       | tvrdý     | Aleksandar Vukic   | 7–5, 6–7(5–7), 6–4      |
| Vítěz     | 7.  | 19. února 2024     | Delray Beach, Spojené státy (2)    | ATP 250       | tvrdý     | Tommy Paul         | 6–2, 6–3                |
| Finalista | 6.  | 21. dubna 2024     | Mnichov, Německo                   | ATP 250       | antuka    | Jan-Lennard Struff | 5–7, 3–6                |
| Vítěz     | 8.  | 29. června 2024    | Eastbourne, Spojené království (3) | ATP 250       | tráva     | Max Purcell        | 6–4, 6–3                |
| Finalista | 7.  | 8. září 2024       | US Open, New York, Spojené státy   | Grand Slam    | tvrdý     | Jannik Sinner      | 3–6, 4–6, 5–7           |
| Finalista | 8.  | 17. listopadu 2024 | Turín, Itálie                      | Turnaj mistrů | tvrdý (h) | Jannik Sinner      | 4–6, 4–6                |
| Vítěz     | 9.  | 15. června 2025    | Stuttgart, Německo                 | ATP 250       | tráva     | Alexander Zverev   | 6–3, 7–6(7–0)           |
| Vítěz     | 10. | 28. června 2025    | Eastbourne, Spojené království (4) | ATP 250       | tráva     | Jenson Brooksby    | 7–5, 6–1                |

### Čtyřhra: 4 (0–4)
| Stav      | č. | datum           | turnaj                                       | kategorie | povrch    | spoluhráč          | soupeři ve finále                         | výsledek              |
| --------- | -- | --------------- | -------------------------------------------- | --------- | --------- | ------------------ | ----------------------------------------- | --------------------- |
| Finalista | 1. | 4. srpna 2018   | Los Cabos, Mexiko                            | ATP 250   | tvrdý     | Thanasi Kokkinakis | Marcelo Arévalo Miguel Ángel Reyes-Varela | 4–6, 4–6              |
| Finalista | 2. | 27. října 2019  | Basilej, Švýcarsko                           | ATP 500   | tvrdý (h) | Reilly Opelka      | Jean-Julien Rojer Horia Tecău             | 5–7, 3–6              |
| Finalista | 3. | 26. června 2023 | Queen's Club, Londýn, Spojené království     | ATP 500   | tráva     | Jiří Lehečka       | Ivan Dodig Austin Krajicek                | 4–6, 7–6(7–5), [3–10] |
| Finalista | 4. | 23. června 2024 | Queen's Club, Londýn, Spojené království (2) | ATP 500   | tráva     | Karen Chačanov     | Neal Skupski Michael Venus                | 6–4, 6–7(5–7), [8–10] |

## Finále na challengerech ATP
| Legenda – tituly    |
| ------------------- |
| Challengery (5–3 D) |

### Dvouhra: 8 (5–3)
| Stav      | č. | datum              | turnaj                           | povrch    | soupeř ve finále | výsledek      |
| --------- | -- | ------------------ | -------------------------------- | --------- | ---------------- | ------------- |
| Vítěz     | 1. | 11. října 2015     | Sacramento, Spojené státy        | tvrdý     | Jared Donaldson  | 6–4, 3–6, 6–4 |
| Vítěz     | 2. | 18. října 2015     | Fairfield, Spojené státy         | tvrdý     | Dustin Brown     | 6–3, 6–4      |
| Finalista | 1. | 21. listopadu 2015 | Champaign, Spojené státy         | tvrdý (h) | Henri Laaksonen  | 6–4, 2–6, 2–6 |
| Vítěz     | 3. | 10. ledna 2017     | Happy Valley, Austrálie          | tvrdý     | Dudi Sela        | 7–6(9–7), 6–2 |
| Finalista | 2. | 2. února 2017      | Dalas, Spojené státy             | tvrdý (h) | Ryan Harrison    | 3–6, 3–6      |
| Finalista | 3. | 6. ledna 2018      | Nouméa, Francie                  | tvrdý     | Noah Rubin       | 5–7, 4–6      |
| Vítěz     | 4. | 28. ledna 2018     | Newport Beach, Spojené státy     | tvrdý     | Bradley Klahn    | 3–6, 7–5, 6–0 |
| Vítěz     | 5. | 27. ledna 2019     | Newport Beach, Spojené státy (2) | tvrdý     | Brayden Schnur   | 7–6(9–7), 6–4 |

## Finále na juniorském Grand Slamu

### Dvouhra juniorů: 2 (1–1)
| Stav      | rok  | turnaj      | povrch | soupeř ve finále | výsledek           |
| --------- | ---- | ----------- | ------ | ---------------- | ------------------ |
| Finalista | 2015 | French Open | antuka | Tommy Paul       | 6–7(4–7), 6–2, 2–6 |
| Vítěz     | 2015 | US Open     | tvrdý  | Tommy Paul       | 6–2, 6–7(4–7), 6–2 |

## Chronologie výsledků na Grand Slamu

### Dvouhra
| Turnaj          | 2014 | 2015 | 2016    | 2017    | 2018    | 2019    | 2020    | 2021    | 2022    | 2023    | 2024    | 2025    | SR     | V–P   |
| --------------- | ---- | ---- | ------- | ------- | ------- | ------- | ------- | ------- | ------- | ------- | ------- | ------- | ------ | ----- |
| Australian Open | A    | A    | 1. kolo | 1. kolo | 2Q      | 3. kolo | 3. kolo | 3. kolo | 4. kolo | 2. kolo | ČF      | 3. kolo | 0 / 9  | 16–9  |
| French Open     | A    | A    | 1. kolo | A       | 1. kolo | 2. kolo | 3. kolo | 2. kolo | 2. kolo | 3. kolo | 4. kolo | 1. kolo | 0 / 9  | 10–9  |
| Wimbledon       | A    | A    | 1. kolo | 1. kolo | 2. kolo | 2. kolo | NH      | 3. kolo | ČF      | 2. kolo | ČF      | SF      | 0 / 9  | 18–9  |
| US Open         | 1Q   | 1Q   | 1. kolo | 2. kolo | 3. kolo | 1. kolo | 3. kolo | 2. kolo | 1. kolo | ČF      | F       |         | 16 / 9 | 0–9   |
| výhry–prohry    | 0–0  | 0–0  | 0–4     | 1–3     | 3–3     | 4–4     | 6–3     | 6–4     | 8–4     | 8–4     | 17–4    | 7–3     | 0 / 36 | 60–36 |

| Legenda | Legenda                                   | Legenda | Legenda                     |
| ------- | ----------------------------------------- | ------- | --------------------------- |
| SR      | poměr vyhraných turnajů ku všem odehraným | W–L V–P | výhry–prohry                |
| NH      | daný rok se turnaj nekonal                | A       | turnaje se hráč nezúčastnil |
| 1Q / LQ | prohra v (kole) kvalifikace               | 1k / 1R | prohra v daném kole turnaje |
| QF / ČF | prohra ve čtvrtfinále                     | SF      | prohra v semifinále         |
| F       | prohra ve finále                          | Vítěz   | vítězství v turnaji         |

## Postavení na konečném žebříčku ATP

### Dvouhra
| Rok    | 2014  | 2015   | 2016 | 2017   | 2018  | 2019  | 2020  | 2021  | 2022 | 2023  | 2024 |
| Pořadí | 1141. | ▲ 177. | ▲ 76 | ▼ 105. | ▲ 49. | ▲ 32. | ▲ 29. | ▲ 23. | ▲ 9. | ▼ 10. | ▲ 4. |

### Čtyřhra
| Rok    | 2014  | 2015   | 2016   | 2017   | 2018   | 2019   | 2020   | 2021   | 2022   | 2023   | 2024   |
| Pořadí | 1092. | ▲ 949. | ▲ 243. | ▼ 496. | ▲ 219. | ▲ 120. | ▲ 106. | ▼ 207. | ▲ 142. | ▼ 157. | ▼ 165. |